# Langres
Langres település Franciaországban, Haute-Marne megyében. Lakosainak száma 7683 fő (2022. január 1.). Langres Champigny-lès-Langres, Chatenay-Mâcheron, Humes-Jorquenay, Peigney, Perrancey-les-Vieux-Moulins, Saint-Ciergues, Saint-Vallier-sur-Marne és Saints-Geosmes községekkel határos.

## Népesség
A település népességének változása:
| Lakosok száma | 10 846 | 10 468 | 9987 | 8524 | 7877 | 7786 | 7731 | 7668 | 7682 | 7683 |
|               | 1968   | 1982   | 1990 | 2006 | 2013 | 2015 | 2017 | 2019 | 2020 | 2022 |

## Híres emberek
- Itt született Denis Diderot (1713–1784) francia filozófus és író, a nagy francia enciklopédia, az Encyclopédie főszerkesztője, szervezője